# 蕭應坤
蕭應坤，號宁宇，湖廣荆州府江陵縣民籍。

## 生平
萬曆四十年（1612年）壬子科湖廣鄉試第八十六名舉人，四十四年（1616年）丙辰科三甲第六名進士，刑部觀政，授行人，四十八年升禮部主事，四年升精膳司员外郎，升郎中，天启五年調儀制司，十二月升為廣東布政使司右參政、羅定兵備，七年升廣東按察使。崇禎元年五月，升廣西右布政使。崇禎四年二月，浙江右布政使蕭應坤為湖廣左布政使。十七年甲申降李自成，授户政府侍郎。

## 家族
曾祖蕭岗。祖父蕭漢。父蕭文郁，廪例。

## 引用
1. ↑  《萬曆四十四年丙辰科進士序齒録》